# Ramón Galindo Noriega
Ramón Galindo Noriega (Ciudad Juárez, Chihuahua; 1 de septiembre de 1955) es un político mexicano, miembro del Partido Acción Nacional, que ha sido presidente municipal de Ciudad Juárez, diputado federal, senador y candidato a Gobernador de Chihuahua.

## Biografía
Ramón nació el 1 de septiembre de 1955, hijo de Edeberto Galindo Martínez, líder histórico del PAN en Ciudad Juárez, es contador público egresado del Instituto Tecnológico de Ciudad Juárez y tiene una maestría en Planeación y Desarrollo Turístico por la Universidad de Surrey, Inglaterra, entre los cargos públicos que ha desempeñado están los de Diputado al Congreso de Chihuahua en la LVI Legislatura por el Distrito XIV de 1989 a 1992, siendo el único candidato de oposición victorioso en la mayoría relativa; Director de Desarrollo Social del Ayuntamiento de Ciudad Juárez de 1992 a 1995, Presidente Municipal de Ciudad Juárez en 1995 ejerció el cargo hasta finales de 1997 en que fue designado candidato del PAN a Gobernador de Chihuahua para las Elecciones de 1998 en las que fue derrotado por el candidato del PRI Patricio Martínez García, perdiendo de esta manera el PAN el gobierno del estado que se encontraba en sus manos desde 1992 cuando fue elegido Francisco Barrio Terrazas.
En 2000 intentó ser candidato a Senador pero perdió la elección interna del partido, alegando falta de equidad, protestó ante estos resultados llegando a tomar la sede del comité estatal del partido, lo que le valió una suspensión temporal de sus derechos políticos, posteriormente fue elegido diputado federal plurinominal de la LIX Legislatura, y en 2006 logró su postulación al Senado, ganando la elección en fórmula con Gustavo Madero Muñoz y siendo Senador por el estado de Chihuahua para el periodo de 2006 a 2012.
Galindo compitió por la Dirigencia Estatal del Comité Directivo Estatal del PAN en 2014, perdiendo el 28 de abril frente a los candidatos Héctor Ortíz Orpinel y Mario Vázquez Robles, quienes pasaron a segunda vuelta por la nula diferencia entre ambos.
En 2016, el gobernador Javier Corral Jurado lo designó subsecretario de Gobierno en la Zona Norte del Estado. En 2018 fue nuevamente candidato en a presidente municipal de Ciudad Juárez con su compañero de fórmula, Arturo Valenzuela Zorrilla y pierde las elecciones.
Para el 19 de febrero de 2018, Galindo fue postulado por segunda vez como candidato alcalde por el PAN en Ciudad Juárez, tras abandonar la subsecretaria de Gobierno en la Zona Norte de Chihuahua.  Sin embargo, no resultó afortunado en la elección.
En septiembre de 2018 fue nombrado subsecretario de Desarrollo Social en Juárez, y en febrero de 2021 secretario de la misma dependencia, cargo en el que duró hasta el final de la administración en septiembre del mismo año.